# یانیک هوت
یانیک هوت (انگلیسی: Jannik Huth؛ زادهٔ ۱۵ آوریل ۱۹۹۴) یک بازیکن فوتبال اهل آلمان است.
وی در تیم ملی فوتبال تیم ملی فوتبال زیر ۲۱ سال آلمان بازی کرده است.
وی در مسابقات کشوری و بین‌المللی در مجموع برندهٔ ۱ مدال نقره شده‌است.